# Joachim-Joseph d’Estaing
Joachim-Joseph d’Estaing de Saillans (* 1654 in Ravel; † 13. April 1742 in Saint-Flour) war von 1693 bis 1742 Bischof von Saint-Flour.

## Leben
Joachim-Joseph d’Estaing wurde 1652 oder 1654 auf dem Schloss Ravel geboren; er war der Sohn von Jean d’Estaing, Marquis von Saillans, Herr von Ravel und Nechers, und der Claude de Combourcier du Terrail de Bayard. Er war Mitglied des Domkapitels von Lyon (mit dem Titel Graf von Lyon) und Prior von St. Irenäus ebenda. 1693 zum Bischof von Saint-Flour ernannt, wurde er am 3. Januar 1694 in der Kapelle des Noviziats der Jesuiten in Paris geweiht. Er begab sich zwar bald in seine Diözese, hielt sich aber im Gegensatz zu seinem Vorgänger La Mothe nur wenig dort auf. 1709 infolge einer durch eine Missernte verursachten Hungersnot in seiner Residenz belagert, war er gezwungen, sich für einige Zeit auf das Schloss Saillans zurückzuziehen. 1715 war er einer der Vorsitzenden des französischen Nationalkonzils.
Bischof Estaing starb am 13. April 1742 als Doyen des französischen Episkopats.